# Jaraziz
Jaraziz – wieś w Iranie, w ostanie Azerbejdżan Zachodni, w szahrestanie Takab. W 2006 roku liczyła 291 mieszkańców.